# 20018 Paulgray
20018 Paulgray este o planetă minoră (asteroid), cu un diametru de 4,45 km, din centura de asteroizi. A fost descoperită pe 29 octombrie 1991 la Kushiro de Seiji Ueda⁠(d). 
Obiectul prezintă o orbită caracterizată de o semiaxă mare de 2,306138 UAi, o excentricitate de 0,16, o înclinație de 5,33036 ° în raport cu ecliptica.